# Papua Nya Guineas provinser
Papua Nya Guinea är indelat i tjugo områden på provinsnivå. Arton provinser, en automon region (Bougainville) och National Capital District. 

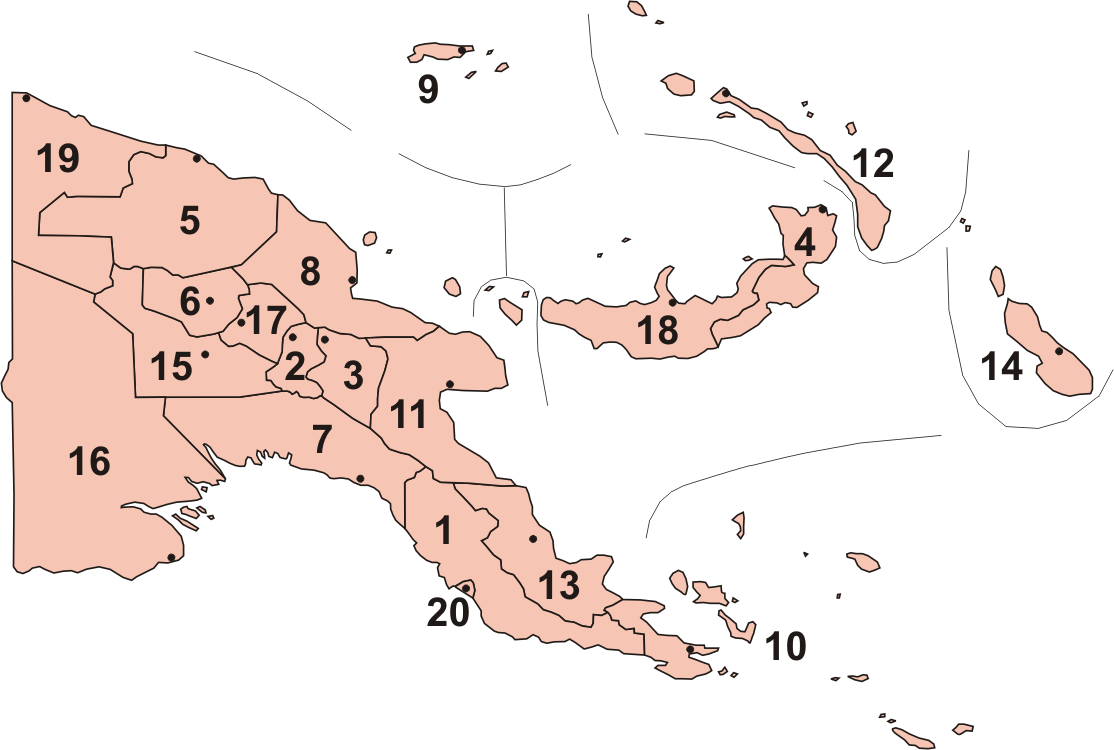
Papua Nya Guineas provinser

| # (Karta) | Provins                   | Huvudort     | Area (km²) | Region    |
| --------- | ------------------------- | ------------ | ---------- | --------- |
| 1         | Central                   | Port Moresby | 29,500     | Papua     |
| 2         | Simbu                     | Kundiawa     | 6,100      | Highlands |
| 3         | Eastern Highlands         | Goroka       | 11,200     | Highlands |
| 4         | East New Britain          | Kokopo       | 15,500     | Islands   |
| 5         | East Sepik                | Wewak        | 42,800     | Momase    |
| 6         | Enga                      | Wabag        | 12,800     | Highlands |
| 7         | Gulf                      | Kerema       | 34,500     | Papua     |
| 8         | Madang                    | Madang       | 29,000     | Momase    |
| 9         | Manus                     | Lorengau     | 2,100      | Islands   |
| 10        | Milne Bay                 | Alotau       | 14,000     | Papua     |
| 11        | Morobe                    | Lae          | 34,500     | Momase    |
| 12        | New Ireland               | Kavieng      | 9,600      | Islands   |
| 13        | Oro                       | Popondetta   | 22,800     | Papua     |
| 14        | Bougainville              | Arawa        | 9,300      | Islands   |
| 15        | Southern Highlands        | Mendi        | 23,800     | Highlands |
| 16        | Western                   | Daru         | 99,300     | Papua     |
| 17        | Western Highlands         | Mount Hagen  | 8,500      | Highlands |
| 18        | West New Britain          | Kimbe        | 21,000     | Islands   |
| 19        | Sandaun (West Sepik)      | Vanimo       | 36,300     | Momase    |
| 20        | National Capital District | Port Moresby | 240        | Papua     |